# Lexikon des gesamten Buchwesens

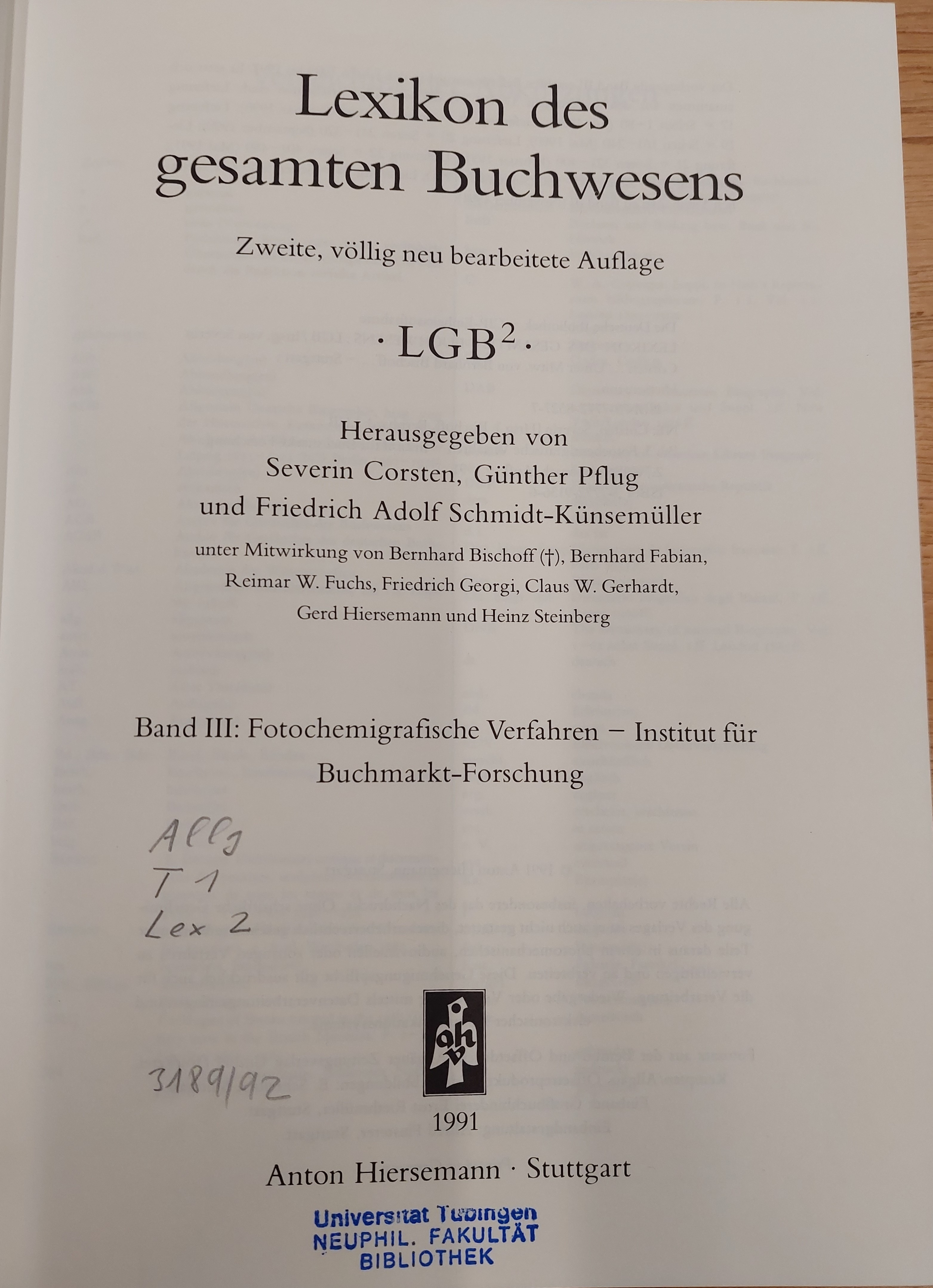
LGB², Band 3, 1991

Das Lexikon des gesamten Buchwesens (LGB, Zitierform „Lex. ges. Buchwesen“) ist ein Fachlexikon zum gesamten Buchwesen.
Die dreibändige erste Auflage des Nachschlagewerks erschien in den Jahren 1935 bis 1937, herausgegeben durch Karl Löffler und Joachim Kirchner, im Verlag von Anton Hiersemann in Leipzig.
Die zweite, völlig neu bearbeitete Auflage erschien von 1987 bis 2016 in 9 Bänden im Anton Hiersemann Verlag in Stuttgart. Herausgeber der 2. Auflage waren Severin Corsten, Stephan Füssel, Günther Pflug und Friedrich-Adolf Schmidt-Künsemüller.

## Ausgaben
- Lexkon des gesammten Buchwesens. 3 Bände, Hiersemann, Leipzig 1935–1937 DNB 1037277619.
- Lexikon des gesamten Buchwesens. Zweite, völlig neu bearbeitete Auflage, 9 Bände, Hiersemann, Stuttgart 1987–2016, ISBN 978-3-7772-8527-6.